# 吳雲 (金石學家)

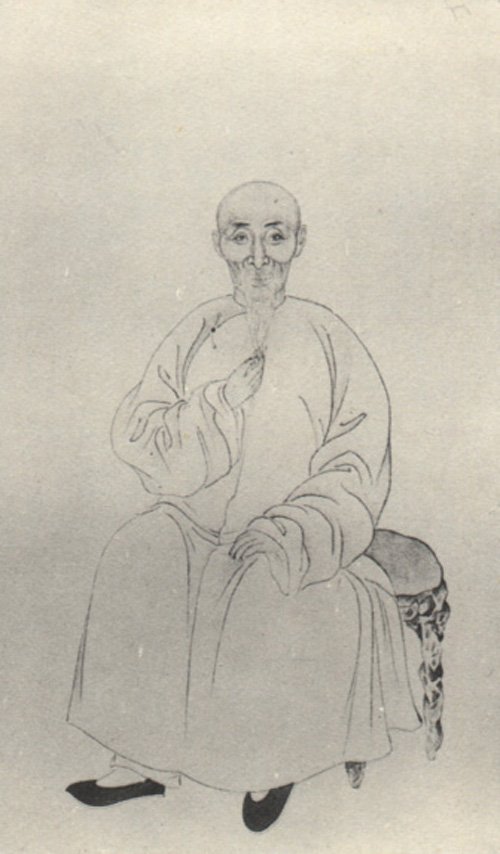
吳雲畫像

吳雲（1811年—1883年），字少甫，號平齋，晚號退樓，又號愉庭，浙江湖州府歸安縣人，清朝政治人物、金石學家。

## 生平
道光二十四年（1844年）授鎮江府通判，二十七年（1847年）任寶山縣知縣，同年調金匱縣知縣，咸豐八年（1858年）升鎮江府知府，九年（1859年）調蘇州府知府，同治元年（1862年）致仕，光緒九年（1883年）卒。

## 著作
著有《二百蘭亭齋金石記》、《兩罍軒彝器圖釋》。
在蘇州建有書齋庭園“聽楓園”。